# 吉田光彦
吉田 光彦（よしだ みつひこ、1946年12月5日 - ）は、日本の漫画家、イラストレーター。岩手県盛岡市出身。盛岡市立高等学校、多摩美術大学卒。

## 概要
1972年に「黒の手帖」6月号にてイラストレーターとしてデビューし、1975年には「ガロ」8月号から『殴者（ボクサー）』で漫画家としてデビューする。
劇団夜行館、演劇舎蟷螂などのポスターを多数手掛け、演劇舎蟷螂の「銀幕迷宮」や高取英の「少年極光都市」では舞台美術も手掛けた。また、寺山修司に多大な影響を受けており、「週刊大衆」の寺山の連載「誰か夢なき」のイラストを手掛けたことを皮切りに、寺山の著作のイラストを多数手掛けた。
大学時代の同級生には、はるき悦巳がいた。

## 作品一覧

### 単行本
- 『ペダルに足がとどく日』（けいせい出版 1981年）
- 『視感 吉田光彦の世界』 (けいせい出版 1983年)
- 『エンドレス・パズル』（河出書房新社 1986年）
- 『夢化色』（1990年 青林堂）
- 『こま綴り 二重星』（道出版 2004年）

### 雑誌掲載
- 誰か故郷を想はざる（読み切り、季刊コミックアゲイン1984年8月夏号）
- 迷い路地（読み切り、季刊コミックアゲイン、1984年11月秋号）

### 挿絵・イラスト
- 川柳秘語事典（中野栄三、巨朋社 1975年）
- 北町奉行捕物控 金さん御用帳（陣出達朗、巨朋社 1975年）
- さすらいの無名馬（寺山修司、双葉社 1980年）
- 数気学馬券術（今村宇太子、双葉社 1981年）
- 数気学馬券術PART2（今村宇太子、双葉社 1981年）
- 馬券的中のすべて（大川慶次郎、双葉社 1981年）
- 勝ち馬をさがせ!!（大川慶次郎、双葉社 1982年）
- ?(ハテナ)と!(ビックリ)の物語（アークコミュニケーションズ (編集)、 ベストセラーズ 1995年）
- 黄昏綺譚（高橋克彦、毎日新聞社 1996年）
- 真田十勇士 猿飛佐助（後藤竜二、講談社 1997年）
- ばく食え（高橋克彦、祥伝社 2004年10月）
- 麗姉妹 人妻とスチュワーデス（綺羅光、フランス書院 2010年1月5日）